# 日立ライティング
日立ライティング株式会社（ひたちライティング、英: HITACHI LIGHTING, Ltd.）は、かつて存在した日立グループの企業。

## 概要
2003年4月、日立グループの事業再編により同グループの照明事業を集約して設立された。
当社の前身の1つである日立ホーム＆ライフソリューション株式会社は、米GE（照明事業部門）と資本・業務提携関係にあり、1993年より合弁会社「株式会社日立GEライティング」を設置していたが、2003年の照明事業再編前に合弁を解消している。
日立グループの更なる事業再編により、家電と空調機器の事業会社である日立アプライアンス株式会社（日立AP）へ2010年10月1日に吸収合併された。またこの統合に伴い、竜ヶ崎事業所は閉鎖され、同じく茨城県内に所在する日立APの多賀事業所に移管された。
その後2019年4月に日立アプライアンスは美容系家電やシェーバーなどの販売を手掛ける日立コンシューマ・マーケティング（日立CM）を吸収合併し、日立グローバルライフソリューションズ株式会社となった。

## 沿革
- 2003年4月1日 - 日立ホーム＆ライフソリューション株式会社（日立H＆L）の照明事業部門、日立ライティング機器株式会社、日立照明株式会社の統合により会社設立。
- 2010年10月1日  - 日立アプライアンスへ吸収合併。これに伴い、竜ヶ崎事業所閉鎖。
- 2019年4月1日 - 日立アプライアンスが日立コンシューマ・マーケティングを吸収合併し、日立グローバルライフソリューションズに商号変更。

## 事業所
- 青梅事業所（東京都青梅市）
- 竜ヶ崎事業所（茨城県龍ケ崎市）